# مایکاس
مایکاس (به اسپانیایی: Maicas) یک شهرستان در اسپانیا است که در استان تروئل واقع شده‌است.

## خصوصیات
مایکاس ۲۴ کیلومترمربع مساحت و ۳۹ نفر جمعیت دارد.